# Pedralba de la Pradería
Pedralba de la Pradería è un comune spagnolo di 280 abitanti situato nella comarca di Sanabria, provincia di Zamora, appartenente alla comunità autonoma di Castiglia e León.